# MTK Boxen Aachen
Der MTK Boxen Aachen ist ein Boxsportverein, der aus einem Integrationsprojekt für ärmere Jugendliche in Aachen entstand.

## Geschichte
Der MTK Boxen Aachen gründete sich im Jahre 2000. Ursprünglich handelte es sich um eine Box-AG, die der ehemalige Internationale Deutsche Meister der Profis im Schwergewicht, Mario Guedes, im Josefshaus, einer Jugend-Tagesstätte der Pfarrei St. Josef, gemeinsam mit dem Leiter der Einrichtung, Richard Okon, ins Leben gerufen hatte. Dabei war zunächst nur an Freizeitbeschäftigung durch Sport gedacht worden. Das Ziel war, ärmeren Jugendlichen eine gewisse sportliche Basis zu ermöglichen. Zuspruch und Erfolg der AG waren jedoch so groß, dass Guedes schon bald die Gründung des Vereins MTK, mitten im sozialen Aachener Brennpunkt, dem Ostviertel, beschloss. MTK Boxen Aachen versteht sich als multikulturalistischer Verein mit dem Anspruch, nicht nur dem Sport und der Leistung, sondern auch der Integration junger Menschen gerecht zu werden. Mario Guedes ist seit Gründung auch 1. Vorsitzender und Cheftrainer des MTK Boxen Aachen. Seit 2005 steht ihm mit dem ehemaligen polnischen Junioren-Landestrainer Leo Mazcka ein Assistent zur Seite.

## Projekt „Boxen statt Straße“
Gleichzeitig mit der Gründung des Vereins wurde das Projekt „Boxen statt Straße“ gestartet. Das Projekt soll vor allem Jugendlichen helfen, sich durch den Sport eine Perspektive zu schaffen und ihre Zeit sinnvoll zu gestalten. Finanzielle Unterstützung fand das Projekt mittlerweile mehrfach von der Stadt Aachen, der Sparkasse Aachen und der Egidius-Braun-Stiftung des DFB. Ehemalige Spitzenboxer, Künstler und Aachener Geschäftsleute sind ebenfalls Gönner und Sponsoren des Vereins und seiner Aktivitäten.
Das von MTK Aachen 2002 ins Leben gerufene Turnier um die „offene Aachener Stadtmeisterschaft“, ist bereits ein fester Bestandteil im Box-Veranstaltungskalender. Sie findet jedes Jahr im Dezember statt und erfuhr 2006 bereits die fünfte Auflage. Der Teilnehmerkreis ist zunehmend international.

## Expansion
2004 wurde in Koblenz die erste „Filiale“ des MTK Boxen eröffnet. Agwan Alvrtsjan ist mit dem Westdeutschen Titel der bisher herausragende Athlet aus Koblenz. Trainer in Koblenz ist der Profitrainer Detlef Loritz.
Die dritte und vierte Abteilung kamen im Jahre 2006 dazu. Zunächst im Januar in Düren unter der Leitung der Gebrüder Karl-Heinz Diezel und Ralf Diezel, die beide in den 1980er Jahren sehr erfolgreiche Amateurboxer waren. Sie betreuen in Düren regelmäßig 12–20 junge Boxer.

## Erfolge
Schon im Gründungsjahr schafften es zwei MTK-Athleten in die Endrunde der deutschen Meisterschaften. Alex Mertin wurde fünfter, Arthur Schäfer dritter. Bis 2006 erkämpften sich MTK Aachen Mitglieder bei den verschiedenen Meisterschaften: 13 Mittelrheinmeistertitel, 8 westdeutsche, drei deutsche und zwei deutsche Vizetitel. 2006 war das sportlich erfolgreichste Jahr, mit dem deutschen Meister im Superschwergewicht der Junioren, Marven Lennertz, der deutschen Meisterin im Halbmittelgewicht Jessica Balogun, dem deutschen Vize-Meister im Schwergewicht Gleb Chuzin und noch 5 Landesmeistertiteln, darunter Denis Sterl-Guedes und Mario Weyer-Guedes.
So erfolgreiche Sportler wie der deutsche Hochschulmeister und Ligaboxer im Mittelgewicht, Ommid Mostaghim, sind mit der Unterstützung des Vereins und dessen Verantwortlichen ins Berufsboxlager gewechselt. Ihm gefolgt sind der Schwergewichtler Dirk Mandelartz („der Alemanne“), der Halbschwere Andreas Reichelt und Supermittelgewichtler Tanju Günes. Alle diese ehemaligen MTK Aachen Athleten sind nun bei der Pound 4 Pound Boxpromotion Aachen unter Vertrag.
Anfang 2008 folgte auch Jessica Balogun dem Ruf ihres langjährigen Trainers und Entdeckers Mario Guedes und wechselte in den Boxstall von Pound 4 Pound Boxpromotion Aachen. Bereits in ihrem 6. Profikampf wurde Jessica am 7. Juni 2008 Weltmeisterin im Superweltergewicht nach Version des WFC World Fight Club.